# Phyllaliodes
Phyllaliodes is een geslacht van vlinders van de familie tandvlinders (Notodontidae), uit de onderfamilie Notodontinae.

## Soorten
- P. agramma Hampson, 1910
- P. poliostrota (Hampson, 1910)